# Geophila zollingeriana
Geophila zollingeriana är en måreväxtart som beskrevs av Friedrich Anton Wilhelm Miquel. Geophila zollingeriana ingår i släktet Geophila och familjen måreväxter. Inga underarter finns listade i Catalogue of Life.